# قنات آب کل‌کل کنده‌زار
قنات آب کل کل کنده زار مربوط به دوره ساسانیان است و در شهرستان دنا، روستای کل کل کنده زار واقع شده و این اثر در تاریخ ۱۱ شهریور ۱۳۸۲ با شمارهٔ ثبت ۹۸۴۰ به‌عنوان یکی از آثار ملی ایران به ثبت رسیده است.